# Kanaloa kahoolawensis
Kanaloa kahoolawensis là một loài thực vật có hoa trong họ Đậu. Loài này được Lorence & K.Wood miêu tả khoa học đầu tiên.